# Soline Lamboley
Pour les articles homonymes, voir Lamboley.
Soline Lamboley, née le 11 octobre 1996 à Mélisey (Haute-Saône), est une coureuse cycliste française. Durant sa carrière, elle prend part à des compétitions sur piste et sur route. En juillet 2018, elle annonce mettre fin à sa carrière.

## Biographie
Soline Lamboley grandit à Vaivre-et-Montoille et commence le cyclisme à l'âge de 6 ans dans le club de « la Roue d'Or » à Noidans-lès-Vesoul qu'elle quitta en 2012 pour intégrer le club de « l'Amicale Cycliste Bisontine », en parallèle du « pôle Espoir Cyclisme Franche-Comté » à Besançon. Ayant une grande sœur et un grand frère, Soline est issue d'une famille de cyclistes puisqu'elle est la fille de Richard Lamboley, ancien champion régional de cyclisme en Franche-comté , devenu entraîneur d'abord à « la Roue d'Or » et depuis 2012 à « l'Amicale Cycliste Bisontine ». Elle est également la petite-fille de Jean-Jacques Lamboley, champion du monde de demi-fond sur la piste d'Amsterdam en 1948,.

### 2011-2015: Palmarès dans les catégories jeunes
En 2012, elle devient triple championne de France cadettes (course en ligne sur route et course aux points, vitesse sur piste). Pour le titre sur route, elle fut aidée par sa complice franc-comtoise, la feschoise Laura Perry, championne de France juniors sur route l'année d'après, qui lui a préparé le sprint et l'a ensuite laissé montrer sa pointe de vitesse dans les derniers mètres de la course.
Sur piste, elle gagne ses premières médailles internationales un an après, en devenant vice-championne du monde juniors de l'Omnuim à Glasgow en Écosse, après avoir gagné une médaille de bronze au championnat d'Europe juniors dans la même discipline. 
Le 8 juin 2014, la catégorie junior ayant le droit de participer à la course, elle n'a encore que 17 ans lorsqu'elle devient Championne de l'Interrégion Est seniors (Cinq régions) sur route à Étupes. Au mois d'août de la même année, après avoir été médaillées aux championnats du monde juniors sur piste à Séoul (argent au scratch et bronze à l'omnuim), elle remporte en solitaire le championnat de France sur route juniors à Saint-Omer en rattrapant puis lâchant Fanny Zambon dans le final. Au championnat d'Europe sur route, elle gagne le sprint du peloton pour la sixième place. Sur les championnats du monde sur route, elle n'est pas dans le groupe de tête et doit se contenter d'une vingt-cinquième place.
En novembre 2014, elle est encore juniors lorsqu'elle se fait remarquer à Gand en Belgique, elle prend la deuxième place sur le podium du scratch entre la multi-championne du monde Giorgia Bronzini et la championne du monde en titre Kelly Druyts. À la fin de ce même mois, l'équipe espagnol Lointek lui fait signer un contrat pro pour l'année 2015.
Après un abandon le 4 mars 2015 en Belgique au Samyn des Dames, pour une chute et une double fracture de la clavicule pendant sa première course sous les couleurs d'une équipe professionnelle (Lointek), elle remporte cependant cette année-là, une médaille de bronze au championnat de France sur route espoirs et une médaille d'or au scratch du championnat d'Europe sur piste espoirs à Athènes en Grèce.

### 2016: Retour dans sa région
Après une année professionnelle où elle vit à deux pas du vélodrome de Saint-Quentin-en-Yvelines, elle décide de revenir au niveau national en 2016, pour s'entraîner avec son club à Besançon et participer entre autres à la coupe de France sur route.

### 2018: Arrêt
Fin juillet 2018, elle annonce mettre fin à sa carrière. Elle explique être gênée depuis 2017 par des blessures récurrentes, notamment au genou, qui l'empêchent d'être à son maximum. Elle se consacre ainsi pleinement à son travail d'agent immobilier.

## Palmarès sur piste

### Championnats du monde
| Édition / Épreuve              | Scratch | Omnium | Poursuite par équipes |
| Glasgow 2013 (juniors)         |         | Argent |                       |
| Séoul 2014 (juniors)           | Argent  | Bronze |                       |
| Saint-Quentin-en-Yvelines 2015 |         |        | 15e                   |

### Championnats d'Europe
| Édition / Épreuve          | Scratch | Omnium | Poursuite par équipes |
| Anadia 2013 (juniors)      |         | Bronze |                       |
| Anadia 2014 (juniors)      |         | Bronze | Bronze                |
| Athènes 2015 (espoirs)     | Or      |        |                       |
| Montichiari 2016 (espoirs) | Argent  |        |                       |

### Championnats nationaux
- St Denis de L’Hotel 2011
  - 2e de la vitesse cadettes
  - 3e de la course aux points cadettes
- Hyéres 2012
  -  Championne de France de la course aux points cadettes
  -  Championne de France de vitesse cadettes
- Hyères 2013
  -  Championne de France de la course aux points juniors
  - 2e du 500 mètres juniors
  - 2e de la vitesse juniors
- Hyères 2014
  - 2e du 500 mètres juniors
  - 3e de la poursuite juniors
- Bordeaux 2015
  - 2e de l'omnium
  - 3e de course aux points
- Bordeaux 2016
  - 2e du 500 mètres

### Autres compétitions
- 2011
  - 1re aux Six jours de Grenoble[26]
- 2012
  - 1re aux Quatre jours de Grenoble[26]
- 2013
  - 1re aux Deux jours de Genéve[27]
  - 1re aux Quatre jours de Grenoble[28]
- 2014
  - 1re aux Trois jours de Genève[29]
  - 1re aux Trois jours de Grenoble[30]
  - 1re du scratch de Troféu Internacional Litério Marques[31]
  - 2e de l'omnium de Troféu Internacional Litério Marques[31]
  - 2e du scratch de l'International Belgian Open[19]
  - 3e de l'élimination au Révolution Série[32]

## Palmarès sur route
- 2011
  - Coupe de France minimes-cadettes
- 2012
  -  Championne de France sur route cadettes
  - Coupe de France minimes-cadettes
- 2014
  -  Championne de France sur route juniors
  - 2e de la coupe de France juniors
  - 3e du Trofeo Alfredo Binda-Comune di Cittiglio juniors[33]
  - 6e aux championnats d’Europe sur route juniors
- 2015
  - 3e du championnat de France sur route espoirs
- 2016
  - 3e de La Mérignacaise
  - 3e de la coupe de France espoirs
- 2017
  - 2e de la course en ligne des Jeux de la Francophonie[34]